# 코토네
코토네 (2004년 3월 10일~ )은 대한민국에서 활동하는 일본의 가수로 걸 그룹 tripleS의 멤버이다.